# FIA 世界耐久選手権

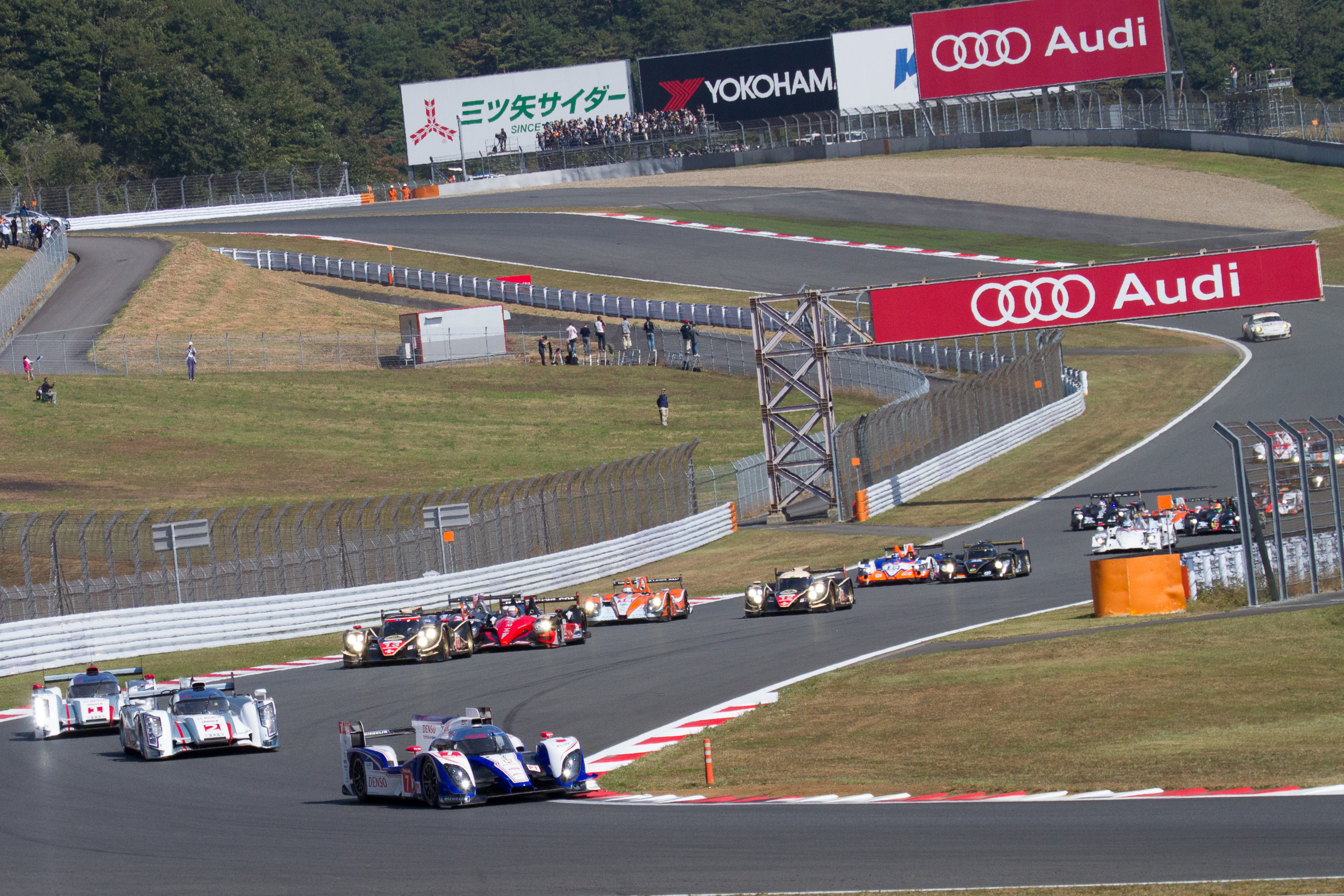
2012年WEC富士

FIA 世界耐久選手権（FIA World Endurance Championship）は、フランス西部自動車クラブ（ACO）が主催し、国際自動車連盟（FIA）が認可する耐久レースの世界選手権である。略称はWEC（読みは「ダブリュイーシー」もしくは「ウェック」）。
1981年から1985年までの同名の大会についてはスポーツカー世界選手権を参照。

## 概要
2010年よりACOが開催していたインターコンチネンタル・ル・マン・カップ（ILMC）を発展させたものであり、1992年まで開催されていたスポーツカー世界選手権の事実上の後継大会にあたる。ヨーロッパ、アメリカ、アジア各地域で2から3レースずつが行われ、春先に開幕して秋に閉幕する。
過去には夏に始まり翌年6月のル・マン24時間レースまでを1シーズンとする計画もあり、転換期にあたる2018 - 2019年は「スーパーシーズン」と呼ばれ、18年春に開幕し翌19年の2回目のル・マンを最終戦とする変則的なカレンダーが導入されたが、新型コロナウイルスの蔓延によるパンデミックにより計画の大幅な見直しを余儀なくされ、2021年より通常の単年シーズンで開催されている。

### 沿革と盛衰
前身であるインターコンチネンタル・ル・マン・カップから引き続き採用されていたトップカテゴリの「ル・マン・プロトタイプ1」（LMP1）は、2010年頃からハイブリッド動力車 (LMP1-H) の開発が盛んに行われ、エネルギー回生システムの出力でフォーミュラ1カーを上回るなどして注目を集め、2015年には通年で3社、ル・マンは4社が参戦するほど隆盛を極めた。しかし開発コストの高騰とフォルクスワーゲングループのディーゼル車不正問題からのEVシフトが重なり急速に衰退。2017年にポルシェが撤退を発表しワークスがトヨタ1社のみとなった上、ノンハイブリッド勢との戦闘力の差が大きいことなども問題視され、2010年代末にはカテゴリの将来が危惧される状況になった。
このため、クラスの刷新を図るためLMP1に代えて新たに「ル・マン・ハイパーカー」（LMH）というカテゴリを設定する方針となり、最終的に2021年から導入されることとなった。またこの間に、IMSAの新カテゴリー「ル・マン・デイトナ・h」（LMDh）が発表され、LMHとLMDhマシンは相互参戦が可能になり、1台のマシンでデイトナ24時間の最高峰クラスにも、ル・マン24時間の最高峰クラスにも参戦できるようになった。
この新クラスの導入は成功を収め、当初はLMHのトヨタとスクーデリア・キャメロン・グリッケンハウス（SCG）と特例措置によって旧LMP1車両で出場していたアルピーヌの3社のみであったが、2022年からプジョー、2023年からフェラーリとバイコレスから改名したヴァンウォールに加えてLMDhのポルシェ、キャデラックが参戦。翌2024年にはイソッタ・フラスキーニ、BMW、アルピーヌ、ランボルギーニが参戦し、プライベーターであるグリッケンハウスとヴァンウォールこそ撤退したものの、合わせて9ブランド19台がグリッドに並ぶ最盛期を迎えている。
LMP2クラスは安価なシャシー・市販車用エンジンを採用するプライベーター中心の規定で多数のコンストラクターが参入したが、コストが高騰したため2017年からシャシーは4社、エンジンはギブソン1社のみにに絞られることとなり、そのシャシーも後年は実質オレカ・07のワンメイク状態となった。それでも依然としてプライベーターからの人気は根強かったが、他クラスのエントリー増加に伴い2023年シーズン限りでシリーズでのLMP2クラスが廃止され、ル・マンにのみグリッドが用意される。
LMGTE Proクラスはフォード（2019年をもってワークス活動を終了）・BMW（2019年をもって撤退）が参戦を表明し、マニュファクチャラーが5社に増えたことで2017年に世界選手権へと格上げされたものの、前述の通り年々撤退が相次ぎ、ワークスが不在になったことで2022年限りで廃止された。
アマチュアクラスのみ残っていたLMGTE規定も2023年で終了し、2024年から世界中のGTカーシリーズで採用されているFIAのGT3マシンに置き換えられた。このクラスも、ワークスチームではなくカスタマーレーシングとして行われる。

## 車両規定
2025年現在は、以下の2+1クラスで争われている。ハイパーカークラスとLMP2クラスの車両はレース専用に設計されたプロトタイプである。
- ハイパーカークラス：2021年からLMH規格として導入された最高峰クラス。2023年よりLMDh規格が合流した。
- LMGT3クラス：GT車両であるグループGT3車両が用いられる。
- LMP2（Le Mans Prototype 2）：プライベーター向け。2025年現在はル・マン24時間レースのみエントリーが可能である。

全てのクラスで戦力の不均衡が出ないように、BoP（Balance of Performance、性能調整）の施策をとって性能調整を図っている。なお、LMP2ではオープントップが許可されていたが、安全上の理由で2017年をもって完全に廃止された。
使用する燃料は2018年よりトタルエナジーズの供給するものに統一された。2018年 - 2021年まではアルコール燃料（ガソリンにエタノールを20%配合した「E20」）が採用されたが、2022年からは100%再生可能燃料を謳う「Excellium Racing 100」へ切り替わっている。
将来的には水素燃料エンジンを搭載したプロトタイプカーの参戦を認める予定だが、スケジュールは延期が繰り返されており、当初2024年シーズンからを予定していたものの、2024年6月現在は早くても2028年以降に先送りされている。

### ハイパーカー（Hypercar）

#### ル・マン・ハイパーカー（LMH）規定
2019年6月にフランス西部自動車クラブ（ACO）が発表したハイパーカーのレギュレーションは以下の通り。その半年後のFIAカウンシルで、『ル・マン・ハイパーカー（LMH）』と命名されている。
- 全長5,000 mm以下、全幅2,000 mm以下、全高1,150 mm以下。
- エンジン形式・最大排気量は自由。ガソリンエンジンのみ。規則上はロータリーエンジンも可能。
- 車重は最低1030 kg。BoPの対象。
- システム出力（エンジン＋モーター）は最高680馬力 (500 kW) に制限され、エンジン出力は後輪の駆動にのみ使用される。サルト・サーキットのラップタイムは3分30秒前後になる見込みで、これはハイパーカー導入前のLMP2の予選タイムとほぼ変わらない。BoPの対象。
- ハイブリッドモーターの搭載は任意。ただしハイブリッドを採用する場合、モーター出力は最高270馬力 (200 kW) に制限される。またモーターは前輪駆動にのみ用いられる（つまりハイブリッド車両は必然的に四輪駆動となる一方で、非ハイブリッド車両は二輪駆動となる）。
- ハイブリッド駆動は、ピットレーンを除き特定の速度以上でないと使用できない。このため、特に2022年以降はコーナー脱出時の加速においてほとんど使用できない状況となっている。
  - 2021年まではドライで120 km/h以上、ウェットで140 km/h以上と一律で規定されていた。
  - 2022年からはBoP対象となる「フロントパワー・デプロイメント・スピード」という項目が追加された。マシン・レースごとに数値が変動する可能性がある。BoP導入初戦となる2022年第1戦セブリングでトヨタ・GR010 HYBRIDに対して、ドライ・ウェットともに190 km/h以上と規定された[13]。以降はこの190 km/hが事実上の基準となっている。
- 燃料搭載量は90 L。
- 人間性を排除したアルゴリズムを採用するBoP (Balance of Performance）により、車種間の性能調整が随時行われる。
- 市販車として参戦する場合、2年間で20台以上の車両を生産しホモロゲーションを得る必要がある。プロトタイプとして参戦する場合はこの制限を受けない。
- ゼッケンカラー及び順位識別灯は赤   。

#### ル・マン・デイトナ・h（LMDh）規定
2020年9月にACOとIMSAが発表した『LMDh』のレギュレーションは以下の通り。2023年から導入された。
- 車重は最低1030 kgでLMHと同じ。BoPの対象。
- 内燃エンジン出力は最高630 hp。ハイブリッドの場合、これにボッシュ製の50 kW (67 hp) の電気モーターを搭載する。システム出力は680馬力 (500 kW)、モーターの回生能力は最大200 kW。BoPの対象。
- バッテリーはウィリアムズ・アドバンスド・エンジニアリングのワンメイク。またハイブリッドシステム全体に30万ユーロのプライスキャップが定められる。さらにハイブリッドシステムのソフトウェアは主催者によってロックされる。
- LMDh車両はダウンフォース:ドラッグの比が4:1と定められる。ホイールベースは全車共通の3150 mm、全長は5100 mm以下、全幅2000 mm以下。
- シャシーコンストラクターは認可を受けた4社（オレカ、リジェ、マルチマティック、ダラーラ）のみ。ギアボックスはエクストラックが一括して供給する。
- LMP2ベースのシャシーの関係するコストは最大34万5000ユーロに制限されるが、これにはエクストラックが供給するギアボックスは含まれない。エンジン部分を除くコストは約100万ユーロを想定。
- ゼッケンカラー及び順位識別灯は、LMHと同じく赤   。

#### ホモロゲーションとEVOジョーカー
LMH / LMDh車両に共通する規定として「ホモロゲーションサイクル」があり、WECに参戦するハイパーカークラスの車両については、参戦開始後一定の期間（原則として5年間）新規開発が原則として禁止となる。ただしレギュレーション改定に伴う変更は含まれないほか、FIA / ACOの許可を得ることで、最大5つの「EVOジョーカー」を使用して車両の変更を行うことができる。このEVOジョーカーの使用は特に公表する義務は無く、メーカーも詳細を語ることは少ない。
現行のホモロゲーションサイクルは、2025年現在は2032年シーズンまでの延長が決定している。2028 / 2029シーズンについては各メーカーに「EVOジョーカー」が2つずつ追加されるが、2030年以降の扱いについては未定。

### 「ル・マン」プロトタイプ（LMP）

#### LMP2
- 全長4750 mm（リアウィング含む）以下、全幅は1900 mm以下。
- 最低車重950kg[19]。
- 2017年より、LMP2カーのエンジンは、ギブソンのワンメイク（4.2 L V8 NAエンジン）となる[20][21]。
- LMP2マニュファクチャラーも同年より4社に限定され、フランスのリジェ・オートモーティブとオレカ、イタリアのダラーラといったヨーロッパ系の3社に、アメリカのライリー・テクノロジーズとカナダのマルチマティック社による北米系の合弁プロジェクトを加えた4大マニュファクチャラー体制となる[22]。
- ハイパーカークラスのラップタイムがLMP1時代より低下することに合わせて、450 kW (約611 hp)→400 kW (約543 hp)→392 kW (約533 hp)→382 kW (約520 hp)と段階的に合わせ出力が削減された。
  - また、ダウンフォースを削減する目的で、ル・マン用のローダウンフォース仕様のエアロキットの使用の義務化[19]、フロントのダイブ・プレーンの削除、（オレカ・07の規定タンクサイズよりも10 L少ない）65 Lの燃料タンク容量、ディフューザーの50 mm短縮に加え、リアウイングのフラップに10 mmのガーニーフラップを追加し「空力バランスを補正」などの変更も段階的に加えられている[23][24]。
- 4輪駆動は禁止。
- タイヤの最大径は28インチ、最大幅は14インチ。
- ゼッケンカラー及び順位識別灯は青   。

2021、22年にはブロンズドライバーを擁するチームとそのクルー向けに「LMP2・プロ / アマトロフィー」が設立された。
このLMP2レギュレーションも、ハイパーカー規定同様にホモロゲーションサイクルの終了時期の延期が繰り返されており、2024年6月現在は「2027年末」まで現行レギュレーションが有効とされている。

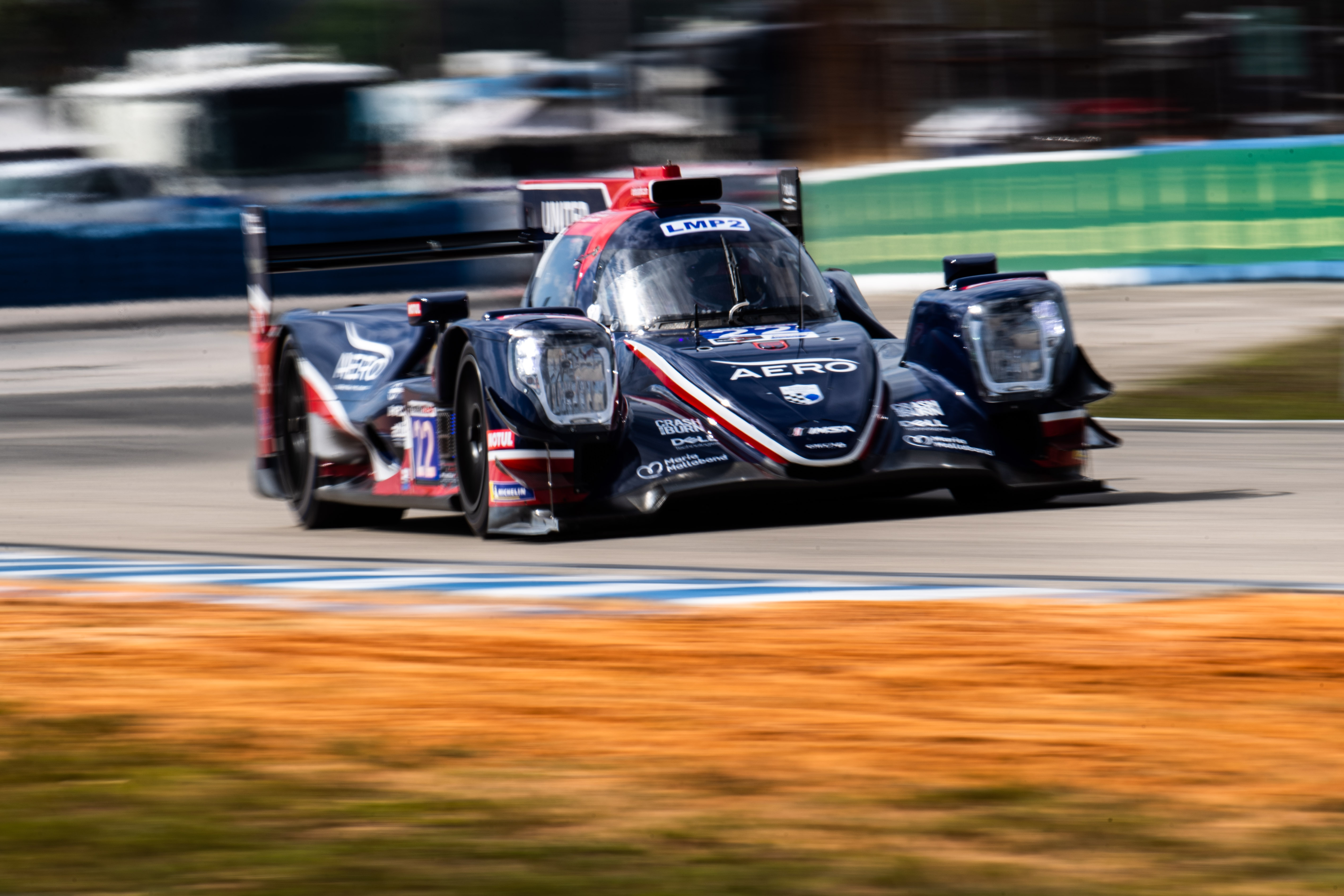
オレカ・07
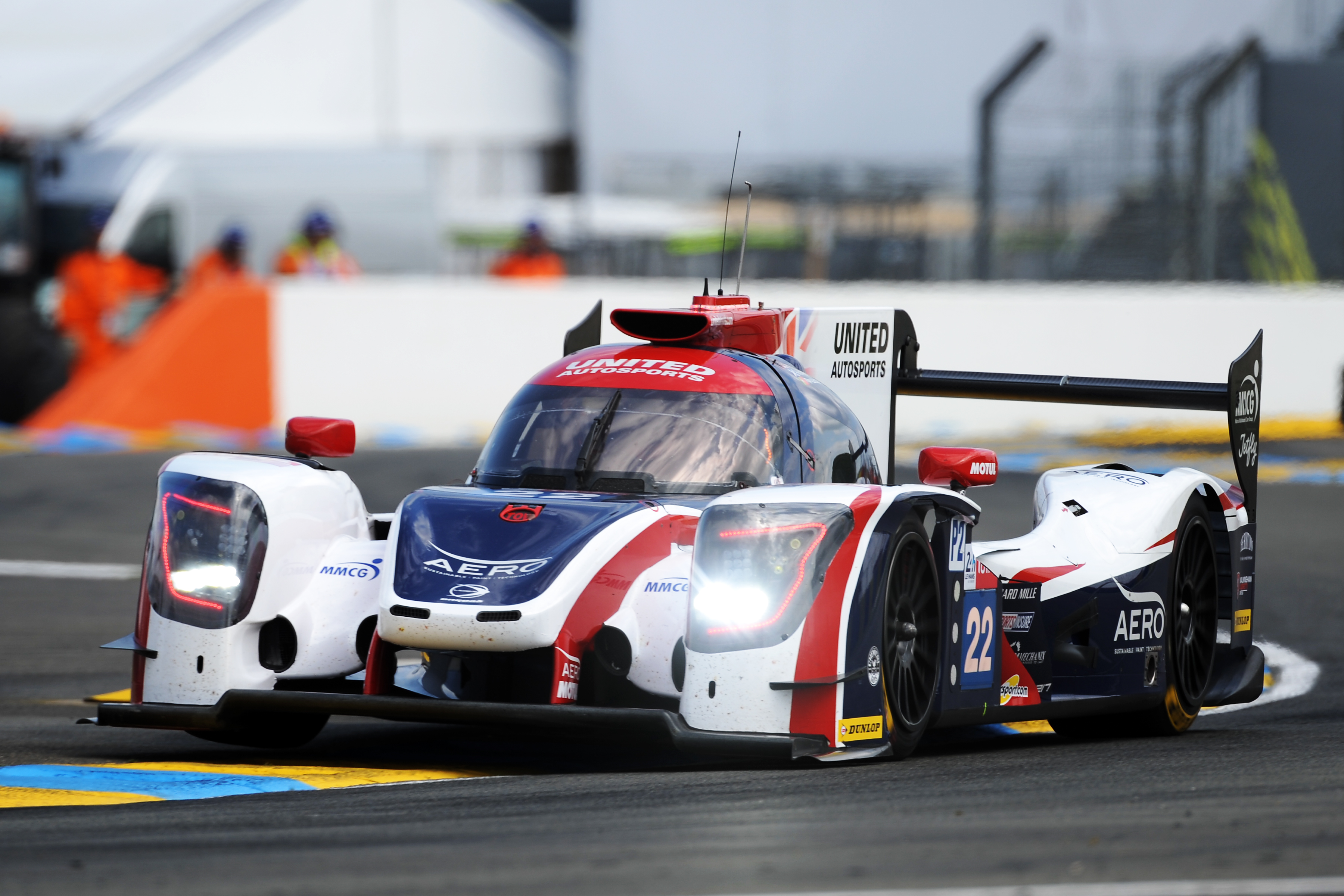
リジェ・JS P217
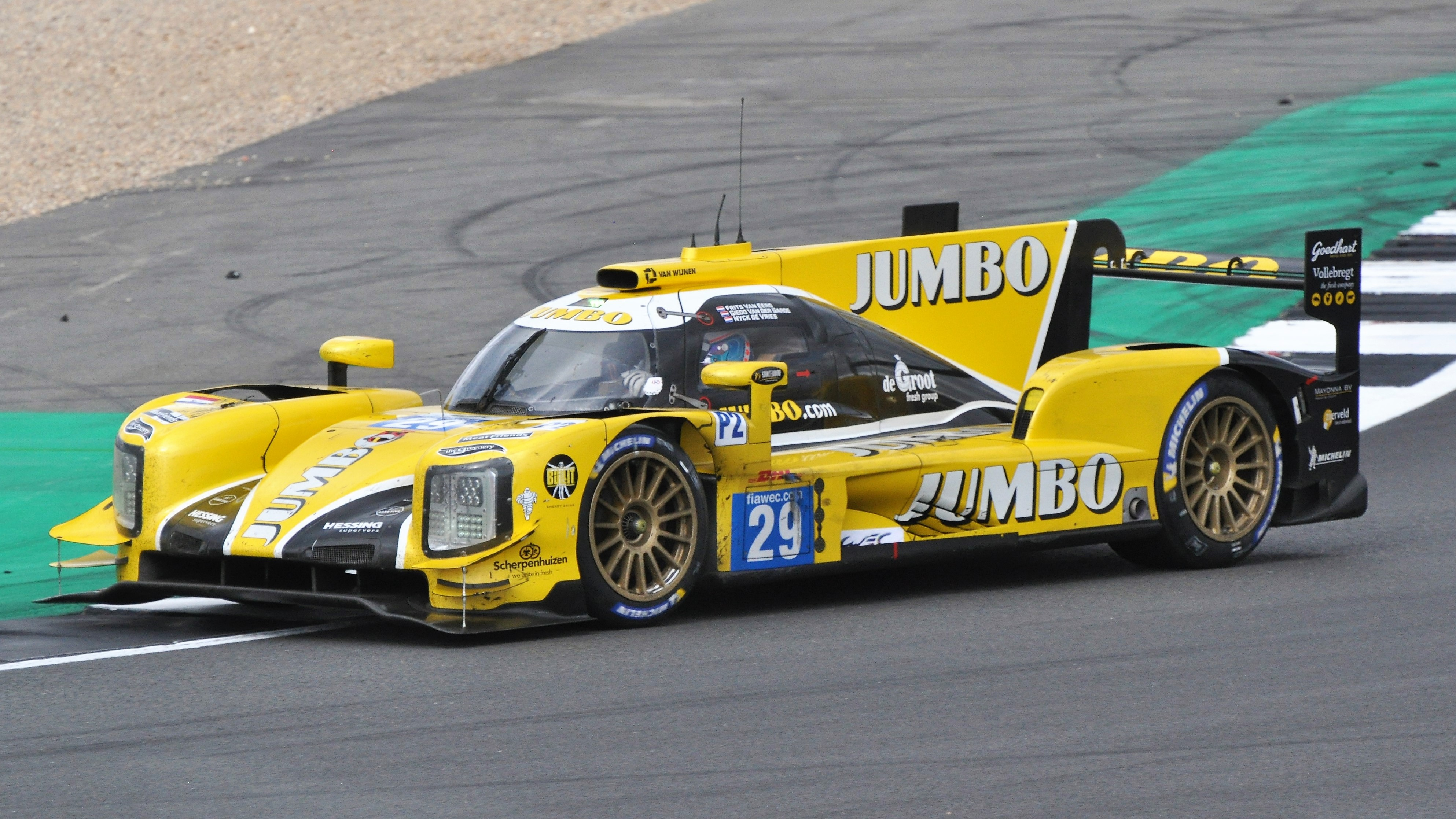
ダラーラ・P217
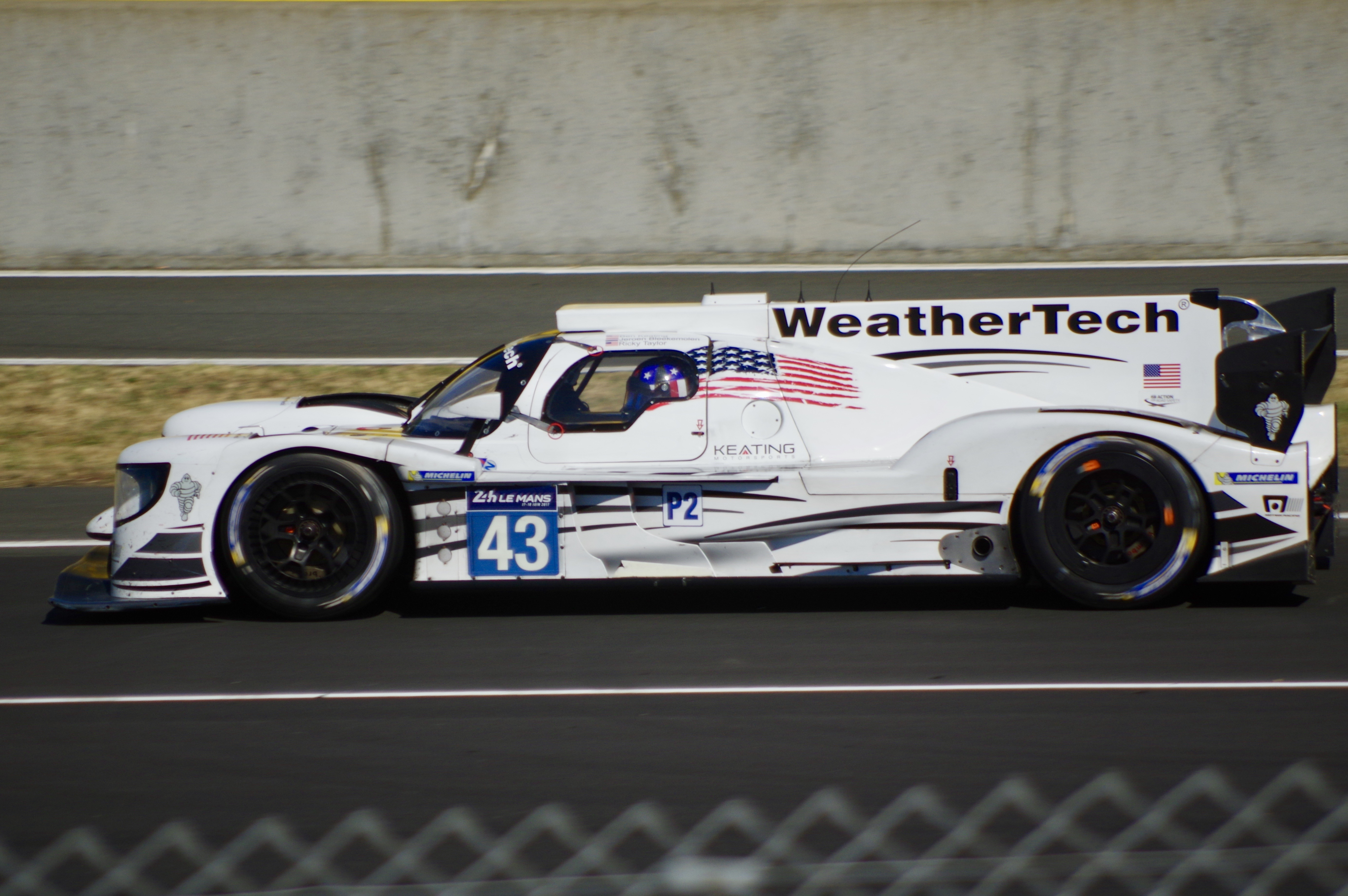
ライリーマルチマティック・MK.30（英語版）

#### 新LMP2（仮称）
2028年からは新たな「LMP2」規定が導入され、2025年現在はマニュファクチャラーとしてリジェ・オートモーティブとオレカの2社が指名されている。またエンジンは引き続きギブソンのワンメイクだが、最高出力420kWを発生させる直噴ツインターボV6エンジンが採用される予定。

### LMGT3
いわゆるグループGT3規定に該当する車両。2024年よりカテゴリーが新設された。エントリーは「1メーカーあたり2台」を原則とし、基本的にエントラントはメーカー側が指名する。また、ハイパーカークラスにエントリーしている自動車メーカーの車両が優先される仕組みとなっており、それ以外のメーカーについてはFIA / ACOにおいて選考が行われる。
実態としては、FIA GT3規定に加えWEC独自の規定が追加されている。特にBoPに基づく性能調整のために装着が義務化されているトルクセンサーについては、ユニット価格が高価であり車両1台につき数千万円もの追加出費が必要となる。ワークスの多くからはその必要性が認められているものの、一方で一部のエントラントからは「プライベーターの参戦の障壁になる」と批判されている。
- ゼッケンカラー及び順位識別灯は2024年が橙   、2025年より緑   。

### 「ル・マン」耐久グランドツーリングカー（LMGTE）
市販スポーツカーベースの競技車両。2010年までのLMGT1、LMGT2を2011年より1本化した。車両規格はLMGT2と同一だが、プロドライバーを対象としたLMGTE Proと、アマチュアドライバーを中心とするLMGTE Amの2クラスに分けられる。また、LMGTE Amのチームは1年以上の年式落ち車両を使用する。ヘッドライトは白（2018年より。2017年までは黄色）。LMGTE Proは2022年、LMGTE Amは2023年をもってそれぞれ終了した。
バランス・オブ・パフォーマンス（BoP）により車両重量、燃料タンク容量、リストリクター径、ウィングの設置高さ、ガーニーフラップの有無などを変化させることで、車両間の均衡を保つようになっている。FIA / ACOの裁量に不満が多かったため、2016年から性能調整決定から人間性を排したアルゴリズムを用いている（計算式などは非公表）。
ベース車両となる市販車は2シーターあるいは2×2シーターのクーペで、大規模メーカーの場合は連続する12ヶ月間で200台、小規模メーカーは25台の生産が必要。しかし、SRT・バイパー・GTS-R（エンジン8,000 cc）のように基本レギュレーションから外れていても、特別調整を受けることで参戦が認められる場合もある。
- 車両最低重量1,245 kg
- エンジン最大排気量は自然吸気ガソリンエンジンでは5,500 cc以下、過給式ガソリンエンジンでは4,000 cc以下。
- 4輪駆動禁止。
- フルAT、セミATギアボックス使用禁止。
- アクティブサスペンション禁止。
- カーボンディスクブレーキ禁止。
- 燃料タンクの最大容量は90リットル。
- タイヤの最大径は28インチ、最大幅は14インチ。
- ゼッケンカラー及び順位識別灯はLMGTE Proが緑   、LMGTE Amが橙   。

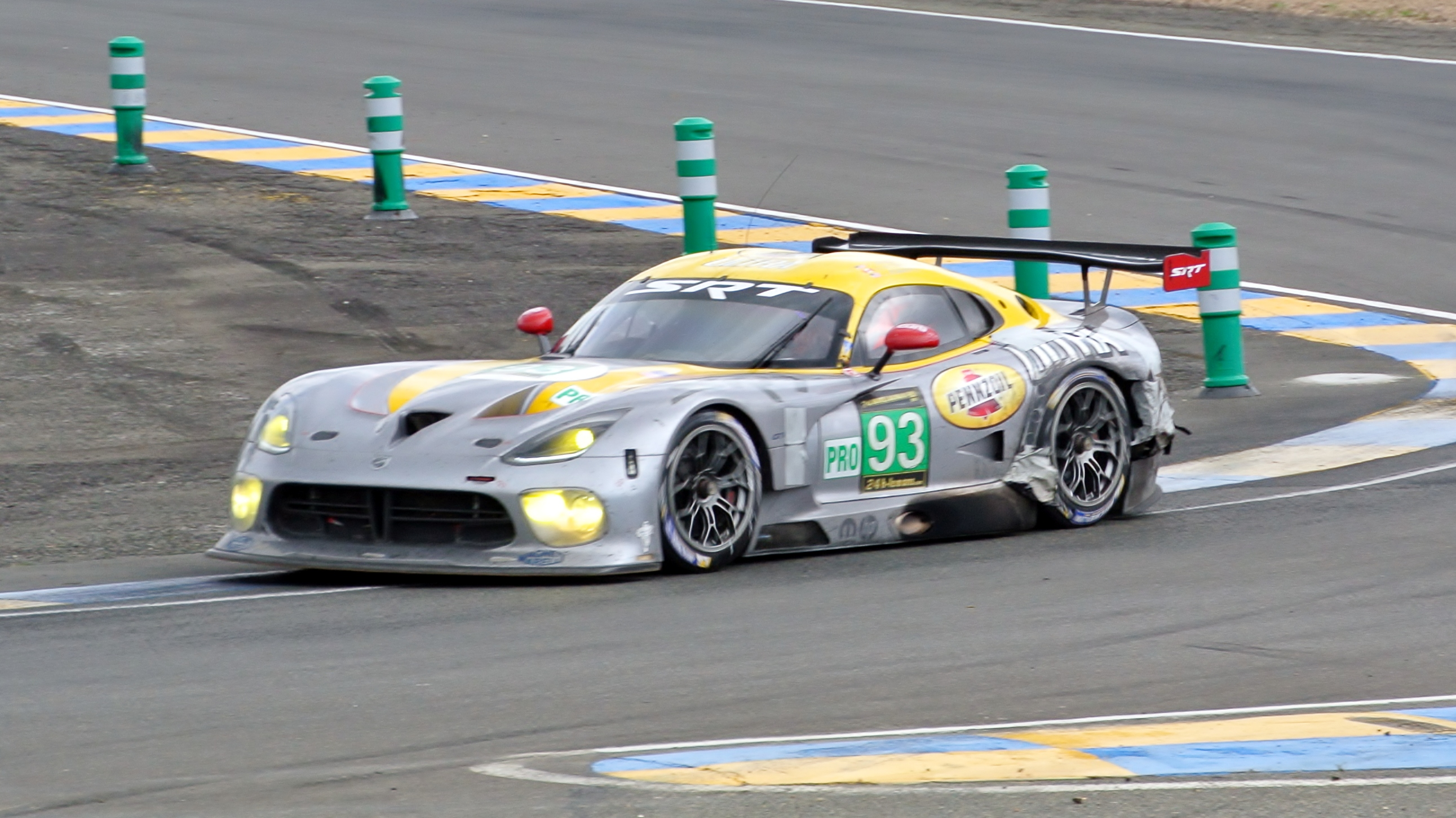
SRT・バイパー・GTS-R（2013）
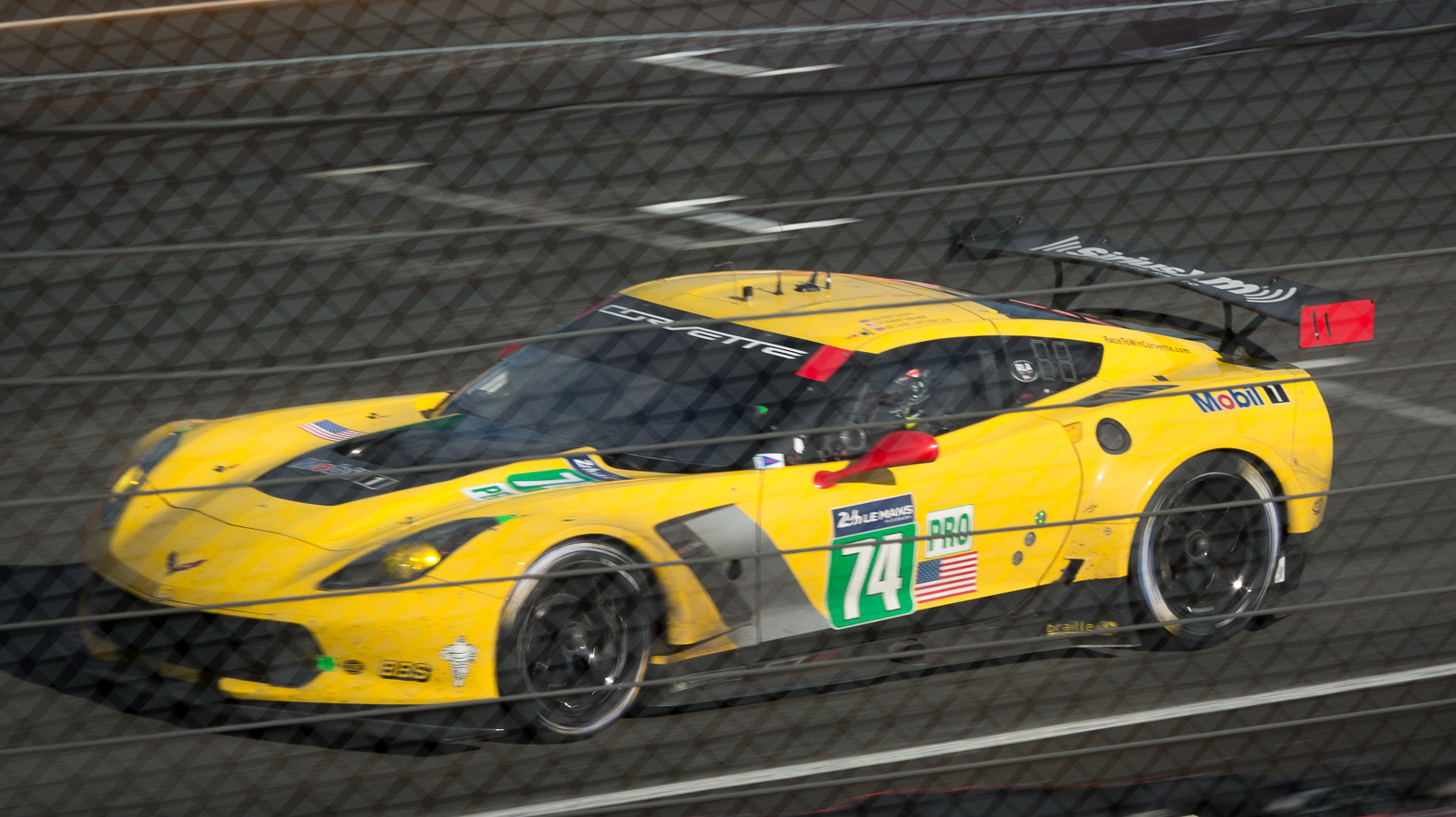
シボレー・コルベット C7.R（2014）
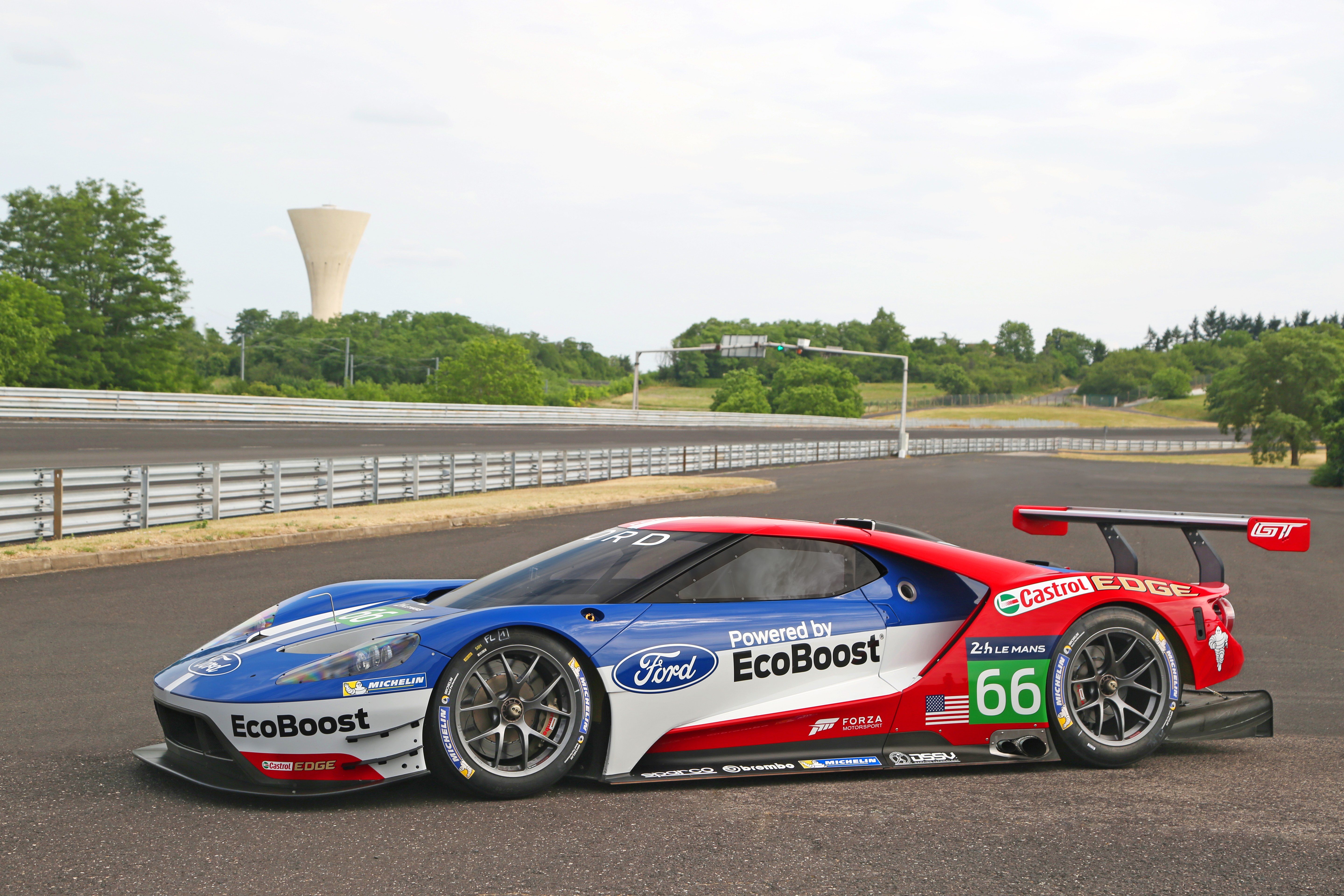
フォード・GT（2016）
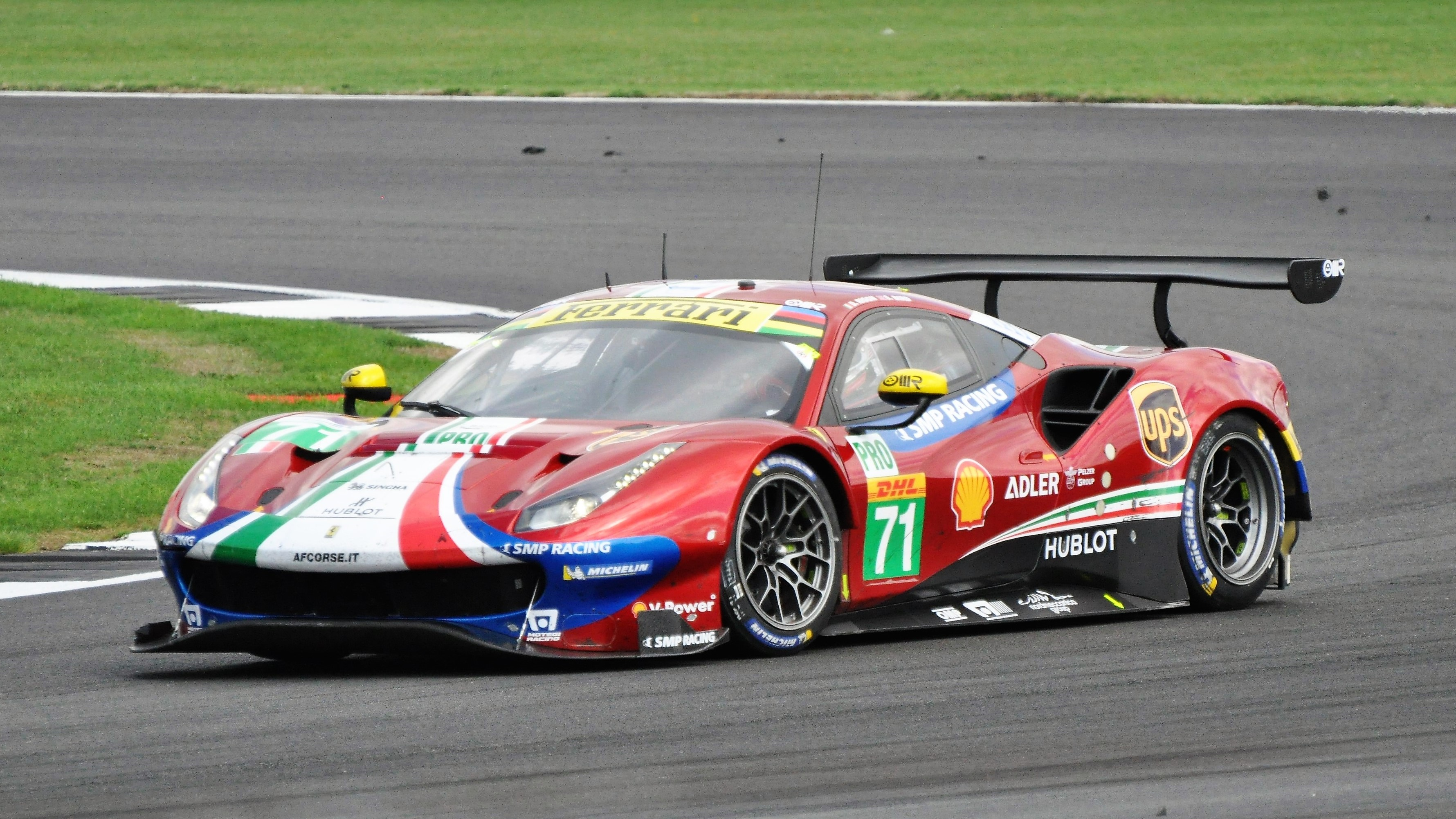
フェラーリ・488 GTE（2018）
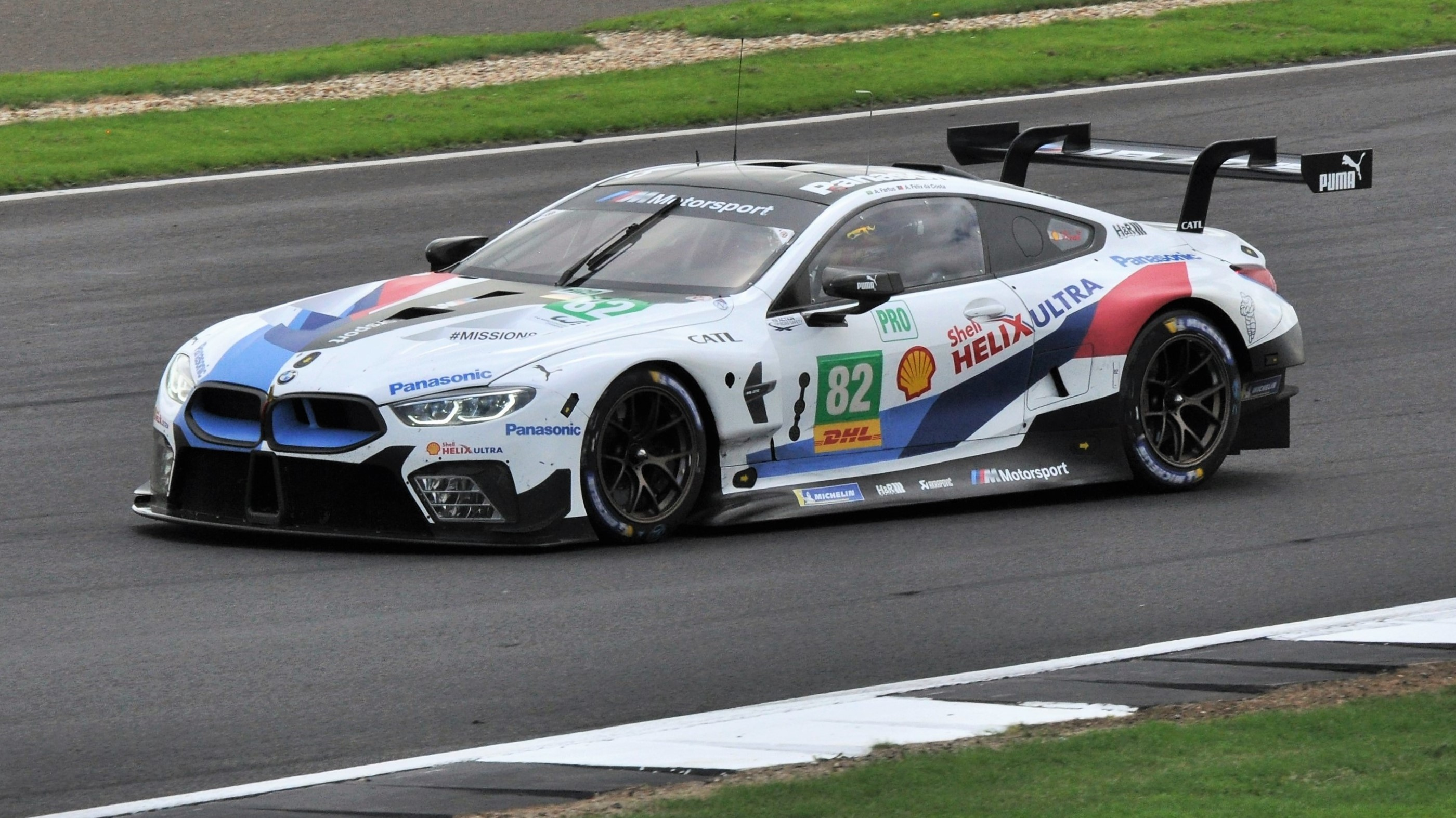
BMW M8 GTE（2018）
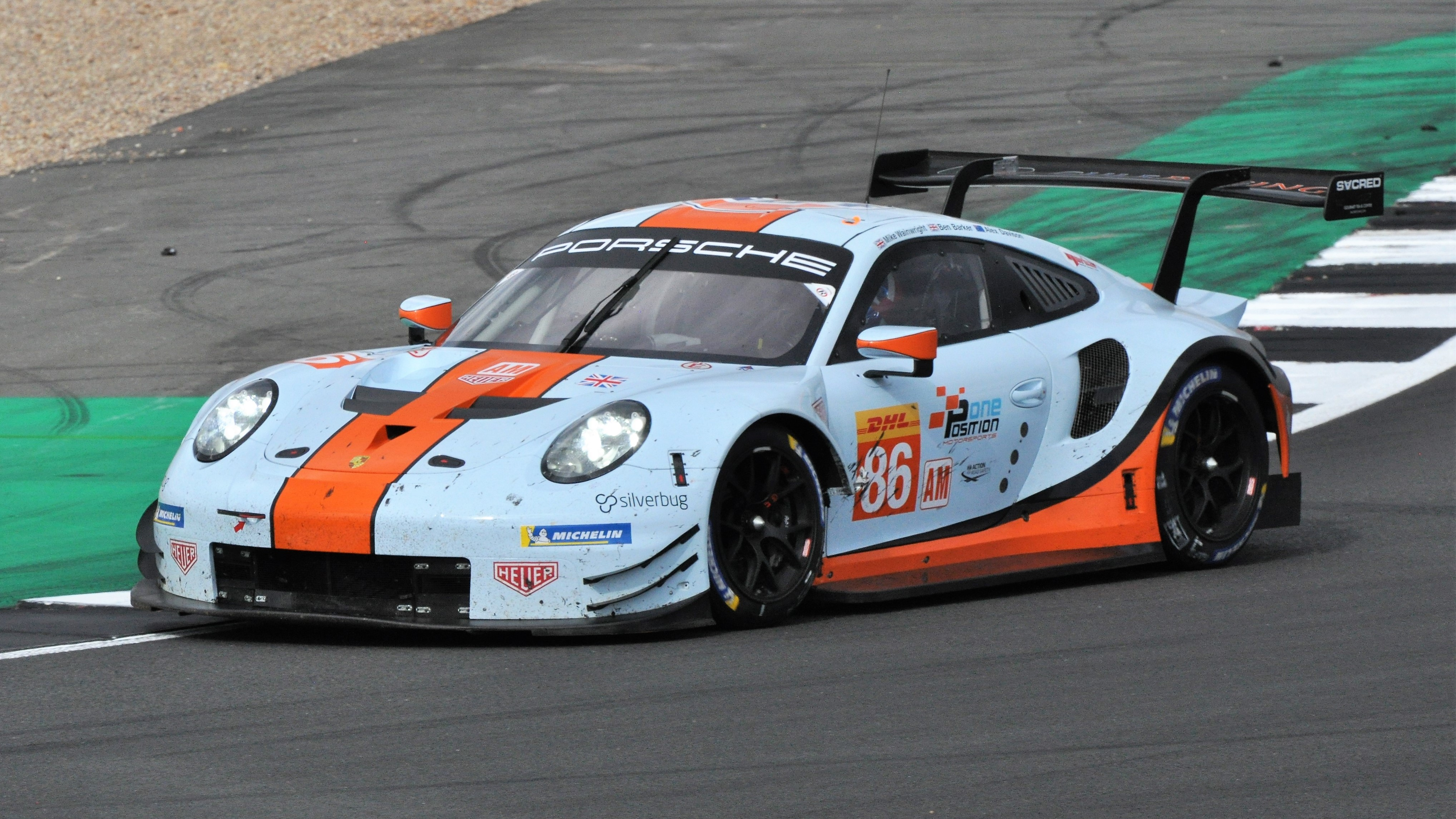
ポルシェ・911 RSR（2018）
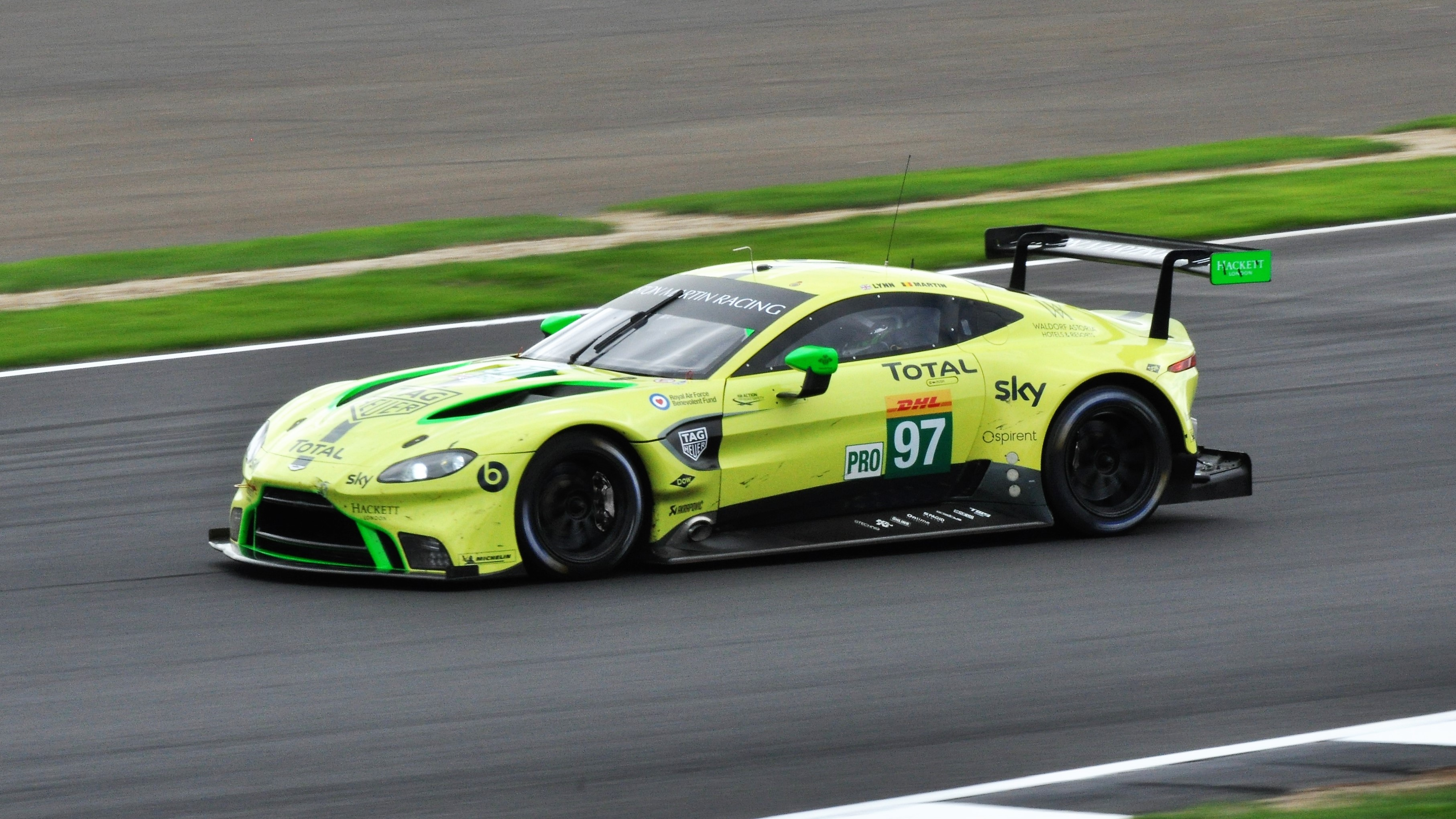
アストンマーティン・ヴァンテージ・GTE（2018）
シボレー・コルベット C8.R（2022）

## 競技規定
開催されるレースは基本6時間以上の耐久レースとする。

### ドライバーの格付け
出場するドライバーはWEC以外も含めたレースでの経験や実績に基づきFIAにより「プラチナ」「ゴールド」「シルバー」「ブロンズ」という4段階のステータスに分類される。また、各カテゴリーにはドライバーのステータスに応じて以下の参戦条件が設定される。
- 最下級であるブロンズのドライバーは、ハイパーカーに出場できない。
- LMP2のマシンでは、ドライバー編成（2名ないし3名）に最低1名はシルバーもしくはブロンズのドライバーを入れる。
- LMGT3のマシンでは、ドライバー編成（2名ないし3名）にブロンズとシルバーのドライバーを最低1名ずつ起用する[30]。

### チャンピオンシップ
WECでは以下のチャンピオンシップが設定される。（2025年時点）
- ドライバーズチャンピオンシップ、またはドライバーズトロフィー
  - 対象 - 各クラスの参戦ドライバー（ハイパーカークラスは世界選手権）
- マニュファクチャラーズチャンピオンシップ（世界選手権）
  - 「ル・マン」プロトタイプ / LMH / ハイパーカー部門 - LMP、LMH、LMDhを開発する自動車メーカー（2012年 - 2017年、2022年 - ）。最大2台の車両をエントリー可能。
- クラスチャンピオンシップ
  - FIA ワールドカップ・ハイパーカーチーム - ハイパーカークラスで2台を超えてエントリーしたメーカーのカスタマーチーム。2025年現在はプロトン・コンペティション（ポルシェ）、AFコルセ（フェラーリ）の計2台が対象となる。
  - LMGT3トロフィー - LMGT3クラスに参戦するチーム

#### 以前存在したチャンピオンシップ
- LMP1、LMH・チームチャンピオンシップ - LMP1、LMHクラスで参戦するチーム（2018年 - 2021年）[32]
- LMP1・プライベータートロフィー - LMP1クラスのプライベーターチーム（2017年をもって廃止）[33]
- LMGTE Proトロフィー - LMGTE Proクラスで参戦するチーム（2017年をもって廃止）[33]
- 2014年シーズンに、LMP1カテゴリーはハイブリッドカーを対象とするLMP1-Hクラスと非ハイブリッドカーのLMP1-Lクラスに分割されたが[34]、2015年シーズンに選手権としてのLMP1カテゴリーは単独のLMP1クラスに統合され、わずか1年でLMP1カテゴリーの分割状態は終了した。ただし、ハイブリッドカーと非ハイブリッドカーに分けて車両規定を別々に規制する制度は残った。旧LMP1-Hクラスは「LMP1 Hybrid」に、旧LMP1-Lクラスは「LMP1 non Hybrid」に改称されて、「LMP1 Hybrid」車両に対してはERSの使用を認める替わりに車両最低車重が「LMP1 non Hybrid」車両より重く設定される等の同一LMP1カテゴリーで別個の規定が課せられる[35]。なお、非ハイブリッドカーのLMP1プライベーターに関しては、本来のLMP1カテゴリーの選手権と別のLMP1プライベーター・トロフィが懸けられていた[36][37]。
- 「ル・マン」耐久グランドツーリングカー部門 - LMGTEを開発する自動車メーカー（2017年から世界選手権に昇格）[38]
- LMP2 Pro/Amトロフィー - LMP2クラスに参戦するチームで、ブロンズドライバーを起用しているチーム（2022年をもって廃止）
- LMP2トロフィー - LMP2クラスに参戦するチーム（2023年をもって廃止）
- LMGTE Amトロフィー - LMGTE Amクラスに参戦するチーム（2023年をもって廃止）

### ポイントシステム
マニュファクチャラーズポイントは、各マニュファクチャラーの最上位のマシンに付与される。2012年のみ全8戦中6戦の有効ポイント制を採用した（ル・マン24時間レースを必ず含む）。2021年まで各レース1位から10位のマシンにポイントが与えられ、11位以下で完走したマシンには10位の半分のポイントが与えられたが、2022年から10位以内のマシンのみに与えられることとなった。ただし、ル・マン24時間レースは獲得ポイントが2倍（2018年、2019年は1.5倍）、2019年より追加されたセブリング1000マイルレースは獲得ポイントが1.5倍になる。また2019 - 2020年シーズンより追加された8時間レースと2024年シーズンに組み込まれたカタール1812kmレース（10時間レース）においてもセブリング同様の扱いとなる。
| イベント                                   | 1位 | 2位 | 3位 | 4位 | 5位 | 6位 | 7位 | 8位 | 9位 | 10位 | PP |
| ------------------------------------------ | --- | --- | --- | --- | --- | --- | --- | --- | --- | ---- | -- |
| 6時間レース                                | 25  | 18  | 15  | 12  | 10  | 8   | 6   | 4   | 2   | 1    | 1  |
| 8時間 / 1000マイル / 10時間レース / 1812km | 38  | 27  | 23  | 18  | 15  | 12  | 9   | 6   | 3   | 2    | 1  |
| ル・マン24時間レース                       | 50  | 36  | 30  | 24  | 20  | 16  | 12  | 8   | 4   | 2    | 1  |

## 歴代チャンピオン
| 年          | ドライバーズ                                                         | マニュファクチャラーズ     | マニュファクチャラーズ     | チームトロフィー       | チームトロフィー                       | チームトロフィー                       | チームトロフィー               |
| 年          | LMP1                                                                 | LMP1                       | LMGTE                      | LMP1 プライベーター    | LMP2                                   | LMGTE Pro                              | LMGTE Am                       |
| ----------- | -------------------------------------------------------------------- | -------------------------- | -------------------------- | ---------------------- | -------------------------------------- | -------------------------------------- | ------------------------------ |
| 2012年      | - アンドレ・ロッテラー - ブノワ・トレルイエ - マルセル・フェスラー   | アウディ                   | フェラーリ                 | レベリオン・レーシング | スターワークス・モータースポーツ       | AFコルセ                               | ラルブル・コンペティション     |
| 2013年      | - アラン・マクニッシュ - ロイック・デュバル - トム・クリステンセン   | アウディ                   | フェラーリ                 | レベリオン・レーシング | オーク・レーシング                     | AFコルセ                               | 8スター・モータースポーツ      |
| 2014年      | - アンソニー・デビッドソン - セバスチャン・ブエミ                    | トヨタ                     | フェラーリ                 | レベリオン・レーシング | SMPレーシング                          | AFコルセ                               | アストンマーティン・レーシング |
| 2015年      | - ティモ・ベルンハルト - マーク・ウェバー - ブレンドン・ハートレイ   | ポルシェ                   | ポルシェ                   | レベリオン・レーシング | G-ドライブ・レーシング                 | ポルシェ-チーム・マンタイ              | SMPレーシング                  |
| 2016年      | - マルク・リープ - ニール・ジャニ - ロマン・デュマ                   | ポルシェ                   | フェラーリ                 | レベリオン・レーシング | シグナテック・アルピーヌ               | アストンマーティン・レーシング         | AFコルセ                       |
| 2017年      | - ティモ・ベルンハルト - ブレンドン・ハートレイ - アール・バンバー   | ポルシェ                   | フェラーリ                 | not held               | バイヨン・レベリオン                   | AFコルセ                               | アストンマーティン・レーシング |
| 年          | ドライバーズ                                                         | チーム                     | チーム                     | マニュファクチャラーズ | チームトロフィー                       | チームトロフィー                       | チームトロフィー               |
| 年          | LMP1                                                                 | LMP1                       | LMP1                       | LMGTE                  | LMP2                                   | LMP2                                   | LMGTE Am                       |
| 2018年-19年 | - セバスチャン・ブエミ - 中嶋一貴 - フェルナンド・アロンソ           | トヨタ・ガズー・レーシング | トヨタ・ガズー・レーシング | ポルシェ               | シグナテック・アルピーヌ・マットムート | シグナテック・アルピーヌ・マットムート | チーム・プロジェクト1          |
| 2019年-20年 | - マイク・コンウェイ - 小林可夢偉 - ホセ・マリア・ロペス             | トヨタ・ガズー・レーシング | トヨタ・ガズー・レーシング | アストンマーティン     | ユナイテッド・オートスポーツ           | ユナイテッド・オートスポーツ           | AFコルセ                       |
| 年          | ドライバーズ                                                         | チーム                     | チーム                     | マニュファクチャラーズ | チームトロフィー                       | チームトロフィー                       | チームトロフィー               |
| 年          | LMH                                                                  | LMH                        | LMH                        | LMGTE                  | LMP2                                   | LMP2 Pro/Am                            | LMGTE Am                       |
| 2021年      | - マイク・コンウェイ - 小林可夢偉 - ホセ・マリア・ロペス             | トヨタ・ガズー・レーシング | トヨタ・ガズー・レーシング | フェラーリ             | チーム・WRT                            | レーシング・チーム・ネダーランド       | AFコルセ                       |
| 年          | ドライバーズ                                                         | マニュファクチャラーズ     | マニュファクチャラーズ     | マニュファクチャラーズ | チームトロフィー                       | チームトロフィー                       | チームトロフィー               |
| 年          | LMH                                                                  | LMH                        | LMH                        | LMGTE                  | LMP2                                   | LMP2 Pro/Am                            | LMGTE Am                       |
| 2022年      | - セバスチャン・ブエミ - ブレンドン・ハートレイ - 平川亮             | トヨタ                     | トヨタ                     | フェラーリ             | Jotaスポーツ                           | AFコルセ                               | TFスポーツ                     |
| 年          | ドライバーズ                                                         | マニュファクチャラーズ     | マニュファクチャラーズ     | マニュファクチャラーズ | FIA ワールドカップ                     | チームトロフィー                       | チームトロフィー               |
| 年          | ハイパーカー                                                         | ハイパーカー               | ハイパーカー               | ハイパーカー           | ハイパーカー                           | LMP2                                   | LMGTE Am                       |
| 2023年      | - セバスチャン・ブエミ - ブレンドン・ハートレイ - 平川亮             | トヨタ                     | トヨタ                     | トヨタ                 | ハーツ・チーム・ジョタ                 | チーム・WRT                            | コルベット・レーシング         |
| 年          | ドライバーズ                                                         | マニュファクチャラーズ     | マニュファクチャラーズ     | マニュファクチャラーズ | FIA ワールドカップ                     | チームトロフィー                       | チームトロフィー               |
| 年          | ハイパーカー                                                         | ハイパーカー               | ハイパーカー               | ハイパーカー           | ハイパーカー                           | LMGT3                                  | LMGT3                          |
| 2024年      | - ケビン・エストレ - アンドレ・ロッテラー - ローレンス・ヴァントール | トヨタ                     | トヨタ                     | トヨタ                 | ハーツ・チーム・ジョタ                 | マンタイ・ピュアレクシング             | マンタイ・ピュアレクシング     |

## 主なシリーズ参戦ドライバー

### LMP1 / LMH / ハイパーカー
| ドライバー                   | 参戦年               | 主な成績 | F1参戦歴 |
| ---------------------------- | -------------------- | --- | --- |
| デビッド・ブラバム           | 2012                 | 2012年10位 | 1990, 1994（ブラバム、シムテック） |
| ジャン＝クリストフ・ブイヨン | 2012                 | 2012年28位 | 1995（ザウバー） |
| ジャック・ヴィルヌーヴ       | 2023                 | 2023年18位 | 1996-2006（ウィリアムズ、BAR、ルノー、ザウバー、BMWザウバー）                                                                                      |
| アレクサンダー・ヴルツ       | 2012-2015            | 2012年3位、2013年4位、2014年5位、2015年6位 | 1997-2000, 2005, 2007（ベネトン、マクラーレン、ウィリアムズ）                                                                                      |
| マルク・ジェネ               | 2012-2014            | 2012年11位、2013年9位、2014年12位 | 1999-2000, 2003-2004（ミナルディ、ウィリアムズ）                                                                                                   |
| ステファン・サラザン         | 2012-2019            | 2012年15位、2013年3位、2014年5位、2015年6位、2016年3位、2017年17位、2018-19年14位                                                                                             | 1999（ミナルディ） |
| ジェンソン・バトン           | 2018, 2024-          | 2018-19年15位、2024年19位 | 2000-2017（ウィリアムズ、ベネトン、ルノー、BAR、ホンダ、ブラウン、マクラーレン）                                                                   |
| ニック・ハイドフェルド       | 2012-2016            | 2012年14位、2013年8位、2014年10位、2015年NC、2016年14位 | 2000-2011（プロスト、ザウバー、ジョーダン、ウィリアムズ、BMWザウバー、ルノー）                                                                     |
| フェルナンド・アロンソ       | 2018-2019            | 2018-19年チャンピオン | 2001, 2003-2018, 2021-（ミナルディ、ルノー、マクラーレン、フェラーリ、アルピーヌ、アストンマーティン）                                             |
| 佐藤琢磨                     | 2012                 | 2012年NC | 2002-2008（ジョーダン、BAR、スーパーアグリ） |
| マーク・ウェバー             | 2014-2016            | 2014年9位、2015年チャンピオン、2016年4位 | 2002-2013（ミナルディ、ジャガー、ウィリアムズ、レッドブル）                                                                                        |
| アラン・マクニッシュ         | 2012-2013            | 2012年2位、2013年チャンピオン | 2002（トヨタ） |
| アンソニー・デビッドソン     | 2012-2017            | 2012年NC、2013年3位、2014年チャンピオン、2015年5位、2016年8位、2017年3位 | 2002, 2005, 2007-2008（ミナルディ、BAR、スーパーアグリ）                                                                                           |
| クリスチャン・クリエン       | 2015                 | 2015年NC | 2004-2006, 2010（ジャガー、レッドブル、HRT） |
| ジャンマリア・ブルーニ       | 2023                 | 2023年20位 | 2004（ミナルディ） |
| ティアゴ・モンテイロ         | 2015                 | 2015年NC | 2005-2006（ジョーダン、ミッドランド） |
| ヴィタントニオ・リウッツィ   | 2015                 | 2015年NC | 2005-2007, 2009-2011（レッドブル、トロ・ロッソ、フォース・インディア、HRT）                                                                        |
| フランク・モンタニー         | 2012                 | 2012年NC | 2006（スーパーアグリ） |
| ロバート・クビサ             | 2024-                | 2024年9位 | 2006-2010, 2019, 2021（BMWザウバー、ルノー、ウィリアムズ、アルファロメオ）                                                                         |
| 中嶋一貴                     | 2012-2021            | 2012年13位、2013年12位、2014年8位、2015年7位、2016年8位、2017年2位、2018-19年チャンピオン、2019-20年 2位、2021年2位                                                           | 2007-2009（ウィリアムズ） |
| ネルソン・ピケJr.            | 2016                 | 2016年15位 | 2008-2009（ルノー） |
| セバスチャン・ボーデ         | 2012, 2024-          | 2012年NC、2024年25位 | 2008-2009（トロ・ロッソ） |
| セバスチャン・ブエミ         | 2012-                | 2012年NC、2013年3位、2014年チャンピオン、2015年5位、2016年8位、2017年2位、2018年-19年チャンピオン、2019-20年2位、2021年2位、2022年チャンピオン、2023年チャンピオン、2024年4位 | 2009-2011（トロ・ロッソ） |
| ロマン・グロージャン         | 2024                 | 2024年NC | 2009, 2012-2020（ルノー、ロータス、ハース） |
| 小林可夢偉                   | 2016-                | 2016年3位、2017年5位、2018-19年2位、2019-20年チャンピオン、2021年チャンピオン、2022年3位、2023年2位、2024年3位                                                                | 2009-2012, 2014（トヨタ、ザウバー、ケータハム） |
| ニコ・ヒュルケンベルグ       | 2015                 | 2015年9位 | 2010, 2012-2020, 2022-（ウィリアムズ、フォース・インディア、ザウバー、ルノー、レーシング・ポイント、アストンマーティン、ハース、キック・ザウバー） |
| ヴィタリー・ペトロフ         | 2018-2019            | 2018-19年4位 | 2010-2012（ルノー、ケータハム） |
| カルン・チャンドック         | 2012                 | 2012年10位 | 2010-2011（HRT、ロータス） |
| ブルーノ・セナ               | 2018-2020            | 2018-19年7位、2019-20年3位 | 2010-2012（HRT、ルノー、ウィリアムズ） |
| ポール・ディ・レスタ         | 2022-                | 2022年10位、2023年8位、2024年28位 | 2011-2013, 2017（フォース・インディア、ウィリアムズ）                                                                                              |
| ルーカス・ディ・グラッシ     | 2012-2016            | 2012年22位、2013年9位、2014年4位、2015年4位、2016年2位 | 2010（ヴァージン） |
| ジャン＝エリック・ベルニュ   | 2022-                | 2022年10位、2023年8位、2024年13位 | 2012-2014（トロ・ロッソ） |
| エステバン・グティエレス     | 2023                 | 2023年NC | 2013-2014, 2016（ザウバー、ハース） |
| マックス・チルトン           | 2015                 | 2015年NC | 2013-2014（マルシャ） |
| ダニール・クビアト           | 2024                 | 2024年31位 | 2014-2017, 2019-2020（トロ・ロッソ、レッドブル、アルファタウリ）                                                                                   |
| ケビン・マグヌッセン         | 2025-                | | 2014-2020, 2022-2024（マクラーレン、ルノー、ハース）                                                                                               |
| アンドレ・ロッテラー         | 2012-2019, 2023-2024 | 2012年チャンピオン、2013年2位、2014年2位、2015年2位、2016年5位、2017年4位、2018-19年5位、2023年6位、2024年チャンピオン                                                        | 2014（ケータハム） |
| ウィル・スティーブンス       | 2023-                | 2023年9位、2024年7位 | 2014-2015（ケータハム、マルシャ） |
| フェリペ・ナスル             | 2023-                | 2023年NC、2024年NC | 2015-2016（ザウバー） |
| ストフェル・バンドーン       | 2019, 2023-          | 2018-19年11位、2023年15位、2024年29位 | 2016-2018（マクラーレン） |
| パスカル・ウェーレイン       | 2025-                | | 2016-2017（マノー、ザウバー） |
| アントニオ・ジョヴィナッツィ | 2023-                | 2023年4位、2024年8位 | 2017, 2019-2021（ザウバー、アルファロメオ） |
| ブレンドン・ハートレイ       | 2014-2017, 2019-     | 2014年9位、2015年チャンピオン、2016年4位、2017年チャンピオン、2018-19年18位、2019-20年2位、2021年2位、2022年チャンピオン、2023年チャンピオン、2024年4位                       | 2017-2018（トロ・ロッソ） |
| セルゲイ・シロトキン         | 2019                 | 2018-19年23位 | 2018（ウィリアムズ） |
| ミック・シューマッハ         | 2024-                | 2024年22位 | 2021-2022（ハース） |
| ジャック・エイトケン         | 2023-                | 2023年NC、2024年NC | 2020（ウィリアムズ） |
| ニック・デ・フリース         | 2024-                | 2024年3位 | 2022-2023（ウィリアムズ、アルファタウリ） |

### LMP2
| ドライバー                   | 参戦年                 | 主な成績                                                             | F1参戦歴 |
| ---------------------------- | ---------------------- | -------------------------------------------------------------------- | --- |
| ヤン・ラマース               | 2017-2019              | 2017年NC、2018-19年 14位                                             | 1979-1982, 1992（シャドウ、ATS、エンサイン、セオドール、マーチ）                                                             |
| ステファン・ヨハンソン       | 2012                   | 2012年NC                                                             | 1980, 1983-1991（シャドウ、スピリット、ティレル、トールマン、フェラーリ、マクラーレン、リジェ、オニクス、AGS、フットワーク） |
| マーティン・ブランドル       | 2012                   | 2012年NC                                                             | 1984-1989, 1991-1996（ティレル、ザクスピード、ウィリアムズ、ブラバム、ベネトン、リジェ、マクラーレン、ジョーダン）           |
| デビッド・ブラバム           | 2015                   | 2015年NC                                                             | 1990, 1994（ブラバム、シムテック）                                                                                           |
| ルーベンス・バリチェロ       | 2017                   | 2017年NC                                                             | 1993-2011（ジョーダン、スチュワート、フェラーリ、ホンダ、ブラウン、ウィリアムズ）                                            |
| ミカ・サロ                   | 2014                   | 2014年NC                                                             | 1994-2000, 2002（ロータス、ティレル、アロウズ、BAR、フェラーリ、ザウバー、トヨタ）                                           |
| ジャン＝デニ・デレトラズ     | 2012                   | 2012年NC                                                             | 1994-1995（ラルース、パシフィック）                                                                                          |
| ヤン・マグヌッセン           | 2021, 2023             | 2021年26位、2023年NC                                                 | 1995, 1997-1998（マクラーレン、スチュワート）                                                                                |
| 中野信治                     | 2012-2013, 2016        | 2012年NC、2013年NC、2016年NC                                         | 1997-1998（プロスト、ミナルディ）                                                                                            |
| ステファン・サラザン         | 2012                   | 2012年NC                                                             | 1999（ミナルディ） |
| ファン・パブロ・モントーヤ   | 2018, 2021             | 2018-19年NC、2021年11位                                              | 2001-2006（ウィリアムズ、マクラーレン）                                                                                      |
| アンソニー・デビッドソン     | 2018-2021              | 2018-19年5位、2019-20年4位、2021年3位                                | 2002, 2005, 2007-2008（ミナルディ、BAR、スーパーアグリ）                                                                     |
| アントニオ・ピッツォニア     | 2013, 2016             | 2013年NC、2016年NC                                                   | 2003-2005（ジャガー、ウィリアムズ）                                                                                          |
| クリスチャン・クリエン       | 2014                   | 2014年NC                                                             | 2004-2006, 2010（ジャガー、レッドブル、HRT）                                                                                 |
| クリスチャン・アルバース     | 2012                   | 2012年NC                                                             | 2005-2007（ミナルディ、ミッドランド、スパイカー）                                                                            |
| ヴィタントニオ・リウッツィ   | 2012-2013              | 2012年NC、2013年NC                                                   | 2005-2007, 2009-2011（レッドブル、トロ・ロッソ、フォース・インディア、HRT）                                                  |
| ロバート・クビサ             | 2021-2023              | 2021年NC、2022年5位、2023年チャンピオン                              | 2006-2010, 2019, 2021（BMWザウバー、ルノー、ウィリアムズ、アルファロメオ）                                                   |
| ネルソン・ピケJr.            | 2017                   | 2017年12位                                                           | 2008-2009（ルノー） |
| セバスチャン・ボーデ         | 2022                   | 2022年14位                                                           | 2008-2009（トロ・ロッソ） |
| ヴィタリー・ペトロフ         | 2016-2017              | 2016年9位、2017年18位                                                | 2010-2012（ルノー、ケータハム）                                                                                              |
| カルン・チャンドック         | 2013-2015              | 2013年NC、2014年NC、2015年NC                                         | 2010-2011（HRT、ロータス）                                                                                                   |
| ブルーノ・セナ               | 2016-2017              | 2016年2位、2017年チャンピオン                                        | 2010-2012（HRT、ルノー、ウィリアムズ）                                                                                       |
| パストール・マルドナド       | 2018-2019              | 2018-19年12位                                                        | 2011-2015（ウィリアムズ、ロータス）                                                                                          |
| ポール・ディ・レスタ         | 2018-2022              | 2018-19年NC、2019-20年2位、2021年16位、2022年11位                    | 2011-2013, 2017（フォース・インディア、ウィリアムズ）                                                                        |
| ジャン＝エリック・ベルニュ   | 2017-2018              | 2017年10位、2018-19年16位                                            | 2012-2014（トロ・ロッソ） |
| エステバン・グティエレス     | 2022                   | 2022年15位                                                           | 2013-2014, 2016（ザウバー、ハース）                                                                                          |
| ギド・ヴァン・デル・ガルデ   | 2016, 2018-2021, 2023  | 2016年NC、2018-19年7位、2019-20年6位、2021年9位、2023年14位          | 2013（ケータハム） |
| ダニール・クビアト           | 2023                   | 2023年9位                                                            | 2014-2017, 2019-2020（トロ・ロッソ、レッドブル、アルファタウリ）                                                             |
| アンドレ・ロッテラー         | 2025-                  |                                                                      | 2014（ケータハム） |
| ケビン・マグヌッセン         | 2021                   | 2021年NC                                                             | 2014-2020, 2022-（マクラーレン、ルノー、ハース）                                                                             |
| ウィル・スティーブンス       | 2016, 2018-2022        | 2016年7位、2018-19年11位、2019-20年5位、2021年NC、2022年チャンピオン | 2014-2015（ケータハム、マルシャ）                                                                                            |
| ロベルト・メリ               | 2016-2017, 2020-2021   | 2016年NC、2017年NC、2019-20年NC、2021年NC                            | 2015（マルシャ） |
| フェリペ・ナスル             | 2018, 2021-2022        | 2018-19年NC、2021年NC、2022年10位                                    | 2015-2016（ザウバー） |
| アレクサンダー・ロッシ       | 2013                   | 2013年NC                                                             | 2015（マルシャ） |
| ストフェル・バンドーン       | 2021                   | 2021年2位                                                            | 2016-2018（マクラーレン） |
| アントニオ・ジョヴィナッツィ | 2016                   | 2016年34位                                                           | 2017, 2019-2021（ザウバー、アルファロメオ）                                                                                  |
| ブレンドン・ハートレイ       | 2012-2013              | 2012年NC、2013年NC                                                   | 2017- 2018（トロ・ロッソ）                                                                                                   |
| セルゲイ・シロトキン         | 2017                   | 2017年NC                                                             | 2018（ウィリアムズ） |
| ピエトロ・フィッティパルディ | 2018, 2021-2023, 2025- | 2018-19年NC、2021年NC、2022年NC、2023年6位                           | 2020（ハース） |
| ジャック・エイトケン         | 2022                   | 2022年NC                                                             | 2020（ウィリアムズ） |
| ニック・デ・フリース         | 2018-2022              | 2018-19年9位、2019-20年10位、2021年19位、2022年NC                    | 2022-2023（ウィリアムズ、アルファタウリ）                                                                                    |
| フランコ・コラピント         | 2021                   | 2021年NC                                                             | 2024-（ウィリアムズ） |

### LMGTE Pro
| ドライバー                   | 参戦年               | 主な成績 | F1参戦歴                                                                                          |
| ---------------------------- | -------------------- | --- | ------------------------------------------------------------------------------------------------- |
| ペドロ・ラミー               | 2013                 | 2013年11位 | 1993-1996（ロータス、ミナルディ）                                                                 |
| オリビエ・ベレッタ           | 2012-2015            | 2012年NC、2013年NC、2014年NC、2015年NC                                                                                             | 1994（ラルース）                                                                                  |
| ヤン・マグヌッセン           | 2012-2019            | 2012年NC、2013年NC、2014年NC、2015年NC、2016年NC、2017年NC、2018-19年NC                                                            | 1995, 1997-1998（マクラーレン、スチュワート）                                                     |
| ジャンカルロ・フィジケラ     | 2012-2017            | 2012年チャンピオン、2013年2位、2014年NC、2015年NC、2016年NC、2017年NC                                                              | 1996-2009（ミナルディ、ベネトン、ジョーダン、ザウバー、ルノー、フォース・インディア、フェラーリ） |
| ジャンマリア・ブルーニ       | 2012-2016, 2018-2022 | 2012年チャンピオン、2013年チャンピオン、2014年チャンピオン、2015年2位、2016年3位、2018-19年3位、2019-20年7位、2021年3位、2022年4位 | 2004（ミナルディ）                                                                                |
| セバスチャン・ボーデ         | 2016, 2018-2019      | 2016年NC、2018-19年NC、2019-20年NC                                                                                                 | 2008-2009（トロ・ロッソ）                                                                         |
| 小林可夢偉                   | 2013                 | 2013年7位 | 2009-2012, 2014（トヨタ、ザウバー、ケータハム）                                                   |
| ブルーノ・セナ               | 2013-2014            | 2013年8位、2014年NC | 2010-2012（HRT、ルノー、ウィリアムズ）                                                            |
| アントニオ・ジョヴィナッツィ | 2018                 | 2018-19年NC | 2017, 2019-2021（ザウバー、アルファロメオ）                                                       |

### LMGTE Am
| ドライバー                     | 参戦年          | 主な成績                                                                    | F1参戦歴                                                                                |
| ------------------------------ | --------------- | --------------------------------------------------------------------------- | --------------------------------------------------------------------------------------- |
| エマーソン・フィッティパルディ | 2014            | 2014年NC                                                                    | 1970-1980（ロータス、マクラーレン、コパスカー、フィッティパルディ）                     |
| ペドロ・ラミー                 | 2012, 2014-2019 | 2012年NC、2014年2位、2015年3位、2016年3位、2017年チャンピオン、2018-19年8位 | 1993-1996（ロータス、ミナルディ）                                                       |
| オリビエ・ベレッタ             | 2017-2020       | 2017年12位、2018-19年9位、2019-20年15位                                     | 1994（ラルース）                                                                        |
| ジャンカルロ・フィジケラ       | 2018-2022       | 2018-19年4位、2019-20年12位、2021年6位、2022年19位                          | 1996-2009（ミナルディ、ジョーダン、ベネトン、ルノー、フォース・インディア、フェラーリ） |
| エンリケ・ベルノルディ         | 2012            | 2012年NC                                                                    | 2001-2002（アロウズ）                                                                   |
| ブルーノ・セナ                 | 2013            | 2013年NC                                                                    | 2010-2012（HRT、ルノー、ウィリアムズ）                                                  |
| ウィル・スティーブンス         | 2017            | 2017年NC                                                                    | 2014-2015（ケータハム、マルシャ）                                                       |

## レースカレンダー
本節には、直近のシーズンのみ掲載する。
| ラウンド | レース                            | サーキット                                 | 開催地                             | 開催日     |
| -------- | --------------------------------- | ------------------------------------------ | ---------------------------------- | ---------- |
| 1        | カタール1812kmレース              | ルサイル・インターナショナル・サーキット   | ルサイル（カタール）               | 2月28日    |
| 2        | イモラ6時間レース                 | イモラ・サーキット                         | イーモラ（イタリア）               | 4月20日    |
| 3        | スパ・フランコルシャン6時間レース | スパ・フランコルシャン                     | スパ（ベルギー）                   | 5月10日    |
| 4        | ル・マン24時間レース              | サルト・サーキット                         | ル・マン（フランス）               | 6月14-15日 |
| 5        | サンパウロ6時間レース             | インテルラゴス・サーキット                 | サンパウロ（ブラジル）             | 7月13日    |
| 6        | ローン・スター・ル・マン          | サーキット・オブ・ジ・アメリカズ           | テキサス州トラヴィス郡（アメリカ） | 9月7日     |
| 7        | 富士6時間レース                   | 富士スピードウェイ                         | 静岡県小山町（日本）               | 9月28日    |
| 8        | バーレーン8時間レース             | バーレーン・インターナショナル・サーキット | サヒール（バーレーン）             | 11月8日    |

## 日本開催
新生・世界耐久選手権（WEC）の1戦として、開催初年度の2012年から日本の富士スピードウェイで富士6時間レースが開催された。富士での世界選手権は2008年のF1日本GP以来4年ぶり、耐久レースの世界選手権としては1988年のWEC-JAPAN以来24年ぶりの開催となった。日本においてもSWC時代の1992年鈴鹿1000km以来20年ぶりの開催となった。
開催初年度は、F1日本GPの1週間後と言う日程、トップカテゴリーのLMP1に参加するワークスがアウディとトヨタのみ、WEC-JAPAN時代のようにメディアグループのバックアップが無いなど不安要素もあったが、両陣営の主力ドライバーが中嶋一貴、アンドレ・ロッテラー、ブノワ・トレルイエなど日本でもおなじみの顔ぶれだったこともあり主催者発表で32,000人の観衆とまずまずの成功を収めた。
予選でポールポジションをトヨタ・TS030 HYBRIDの中嶋一貴が獲得。日本人の世界選手権でのポールポジション獲得は、1987年WEC-JAPANの和田孝夫、1988年同じくWEC-JAPANの岡田秀樹に次いで3人目となった。
決勝では、2位アウディ・R18 e-tron クアトロに11秒の差を付けて優勝した。耐久レースの世界選手権で日本人が優勝するのは、1992年モンツァの小河等以来の事である。
2013年はトヨタも2台体制で挑み、アウディとの対決が大いに期待されたが、決勝日は朝から悪天候でセーフティーカーランでスタート、結局3度の赤旗提示でレースらしいレースが行われないまま16周で成立、優勝は中嶋組のトヨタとなった。中嶋は大会2連覇となった。トヨタはシーズン初勝利となった。
2014年
第5戦として開催された富士6時間レースでは、ポールポジションのトヨタ8号車が1周目こそポルシェ・アウディ勢とトップを奪い合う激しいレースを展開したものの最終コーナーまでにトップを奪い返すと、その後は安定したレースを展開した。レース中ほぼトップを独走し、ポールツーウインを果たした。2位は中嶋一貴がドライブするトヨタ7号車で、優勝した8号車以外では唯一の同一周回車となった。トヨタ・TS040 HYBRIDは3位以下の全車を周回遅れにし、1-2フィニッシュを飾った。ポルシェ20号車が3位表彰台を獲得した。3位・4位にポルシェ、5位・6位にアウディが入っている。
2015年は、予選でポルシェ・919ハイブリッドの18号車が1分22秒763という驚異的なタイムでポールポジションを獲得した。決勝レースは雨中でのレースになった。セーフティカーの先導によりレースが開始され、セーフティカーに従う状態は40分間続いた。1位はポルシェ18号車に順位を譲られたポルシェ17号車が入り、2位は18号車、3位と4位にはアウディ勢、続く5位と6位にトヨタ勢の2台が入っている。